# قدسيا الجديدة
مدينة قدسيا الجديدة مدينة سورية تابعة لمحافظة ريف دمشق تقع على أطراف مدينة دمشق بالقرب من وادي العراد وترتفع 916 قدم عن سطح البحر وهي مركز ناحية .
تحدها البلدات والقرى التالية: البجاع - مساكن الديماس - جديدة الوادي - الهامة - ضاحية قدسيا، ومن الشرق مدينة دمشق .